# Lábaspotrohúak
A lábaspotrohúak (Diplura) a hatlábúak (Hexapoda) altörzsének egyik, részben bizonytalan rendszertani helyzetű rendje. Nevüket (diploos - kettő, oura - farok), két feltűnő, fonál- vagy fogószerű potrohfüggelékükről kapták. Közel 700, eddig leírt fajukból hazánkban 10 ismeretes.

## Származásuk, elterjedésük
A rend leszármazásának molekuláris biológiai alapon lehetségesnek tűnő változatait a hatlábúaknál ismertetjük.
Megtaláljuk őket gyakorlatilag minden olyan szárazföldön, ahol van növényzet.

## Megjelenésük, felépítésük
Testük jól tagolt: toruk 3, megnyúlt potrohuk tíz jól megkülönböztethető szelvényből áll. A jellegzetes fartoldalékokon (cerci) kívül további ismérvük, hogy 1. potrohszelvényük hasoldalán 1 pár csökevényes láb nő, a 2-7.-en pedig lábcsuták és csípőhólyagok. Járásra használt lábaik rokonaikhoz hasonlóan a torukon nőnek.
Nyúlánk, de 1 cm-nél rövidebb, sárgásfehér testüket finom sertékből álló bunda fedi.
Rágójukat és állkapcsukat a rovaroktól eltérően nem ízületek kötik össze a fej külső falával, hanem alaprészeik a fej belsejében helyezkednek el, és csak a hegyük nyúlik ki onnan. Alsó ajkuk nagyrészt összenőtt a fej falának szomszédos részeivel.
Csápjuk gyöngyfüzérszerűen ízelt, szemük nincs. Gyakran Malpighi-edényeik sincsenek.
A légzésüket vékony falú ventrális zacskók segítik. Ezek a potrohszelvények hasoldalán helyezkednek el párosával, többnyire behúzott állapotban. Ha a levegő nagyon nedves, a zacskókat vér duzzasztja meg, és ilyenkor hólyagszerűen előbuggyannak.

## Életmódjuk, élőhelyük
A talajban, illetve mohában tevékenykedő, mindenevő állatok. Vakok, a fényt kerülik. Több évig élnek.
Epimorfózissal fejlődnek — ez azt jelenti, hogy a kikelő ivadék testszelvényeinek száma megegyezik a felnőtt állatéval (imágóéval), amelyre külseje és életmódja is hasonlít. A felnőtt méretet fokozatosan, külön fejlődő, szelvényszerző szakaszok beiktatása nélkül éri el.

## Rendszertani tagolásuk
A rendet két alrendre, illetve 3 öregcsaládra osztják fel:
- Dicellurata alrend 1 öregcsaláddal:
  - fogófarkú ősrovarszerűek (Japygoidea) öregcsalád 5 családdal:
    - Dinjapygidae
    - Evalljapygidae
    - Heterojapygidae
    - fogófarkú ősrovarok (Japygidae)
    - Parajapygidae
- Dicellurata - Rhabdura alrend 2 öregcsaláddal:
  - fonálfarkú ősrovarszerűek (Campodeoidea) öregcsalád 3 családdal:
    - fonálfarkú ősrovarok (Campodeidae)
    - Octostigmatidae
    - Procampodeidae

  - Projapygoidea öregcsalád 3 családdal:
    - Anajapygidae
    - Octostigmatidae
    - Projapygidae

A fentieken kívül nyilvántartanak még két, családba nem sorolt, kihalt nemet: 
- †Onychojapyx
- †Plioprojapyx